# Czarny Potok (dopływ Białej Lądeckiej)
Czarny Potok – potok górski w południowo-zachodniej Polsce w woj. dolnośląskim w Sudetach Wschodnich, w Górach Bialskich, krótki lewy dopływ Białej Lądeckiej. 

## Opis
Czarny Potok bierze swój początek na północno-wschodnich zboczach Iwinki w Górach Bialskich, na wysokości ok. 1040 m n.p.m., przy granicy rezerwatu "Puszcza Śnieżnej Białki". Płynie dość stromą i głęboką dolinką ku północnemu wschodowi, początkowo wzdłuż granicy rezerwatu, i uchodzi do Białej Lądeckiej na wysokości ok. 775 m n.p.m., pomiędzy Jedlnikiem a Morawskim Potokiem. W środkowym biegu przecina Dukt nad Spławami.

## Budowa geologiczna
W górnym biegu potok płynie przez obszar zbudowany z łupków łyszczykowych, w dolnym z amfibolitów i drobnoziarnistych, cienkowarstewkowych lub smużystych gnejsów gierałtowskich oraz łupków łyszczykowych. Cały ten obszar zbudowany ze skał metamorficznych należy do metamorfiku Lądka i Śnieżnika.

## Ochrona przyrody
Źródła Czarnego Potoku znajdują się przy granicy rezerwatu "Puszcza Śnieżnej Białki". Potok płynie przez Śnieżnicki Park Krajobrazowy.

## Turystyka
W dolnym biegu doliną potoku biegnie szlak turystyczny:
- zielony – prowadzący z Bielic na Iwinkę i dalej na Halę pod Śnieżnikiem[2].